# رگرسیون نیمه‌پارامتری
در آمار، رگرسیون نیمه‌پارامتری (به انگلیسی: Semiparametric regression) شامل مدل‌های رگرسیونی است که مدل‌های پارامتری و ناپارامتریک را ترکیب می‌کند. آنها اغلب در شرایطی استفاده می‌شوند که مدل کاملاً ناپارامتری ممکن است عملکرد خوبی نداشته باشد یا زمانی که پژوهشگر می‌خواهد از یک مدل پارامتری استفاده کند اما شکل عملکردی با توجه به زیرمجموعه‌ای از رگرسیون‌ها یا چگالی خطاها مشخص نیست. مدل‌های رگرسیون نیمه‌پارامتری نوع خاصی از مدل‌سازی نیمه‌پارامتری هستند و از آنجایی که مدل‌های نیمه‌پارامتری شامل یک جزء پارامتری هستند، بر فرضیات پارامتری تکیه می‌کنند و ممکن است درست مانند یک مدل کاملاً پارامتری، نادرست و ناسازگار باشند.